# Електротермічна установка
Електротермі́чна устано́вка — виробнича або лабораторна установка електропечей або електротермічних пристроїв (електронагрівальних приладів, апаратів) змінного струму промислової (50 Гц), зниженої (нижче 50 Гц), підвищеної середньої (до 30 кГц) і високої (вище 30 кГц) частоти та постійного (випрямленоro) струму:
- опору прямої та непрямої дії (з будь-яким матеріалом нагрівального елемента: твердим і рідким), у тому числі електрошлакового переплавлення та лиття;
- дугових прямої, непрямої та комбінованої дії (з перетворенням електричної енергії в теплову в електричній дузі і в опорі), у тому числі електропечей рудно-термічних і феросплавних, а також плазмових нагрівальних і плавильних;
- індукційних нагрівних (у тому числі гартівних) і плавильних (у тому числі тигельних і канальних);
- діелектричного нагрівання;
- електроннопроменевих.

## Загальні вимоги

### Категорійність електропостачання
Електротермічні установки щодо забезпечення надійності електропостачання, як правило, слід відносити до електроприймачів ІІ та ІІІ категорій згідно з ПУЕ.
Категорії електроприймачів основного устаткування та допоміжних механізмів, а також обсяг резервування електричної частини мають визначатися з урахуванням особливостей конструкції устаткування електротермічних установок і вимог, що пред'являються чинними стандартами, нормами і правилами до такого устаткування, систем постачання його водою, газами, стиснутим повітрям, створення і підтримання в робочих камерах тиску або розрідження.
До ІІІ категорії, як правило, слід відносити електроприймачі електротермічних установок цехів і ділянок несерійноrо виробництва: ковальських, штампувальних, пресових, механічних, механоскладальних і фарбувальних; цехів і ділянок (відділень і майстерень) інструментальних, зварювальних, збірного залізобетону, деревообробних і деревооздоблювальних, експериментальних, ремонтних, а також лабораторій, випробувальних станцій, гаражів, депо, адміністративних будівель.

### Живлення
Для живлення електроприймачів електротермічних установок від електричних мереж загального призначення залежно від потужності електроприймайчів і прийнятої схеми електропостачання (радіальної чи магістральної) треба використовувати жорсткі або гнучкі струмопроводи, кабельні лінії або електропроводки.
Електротермічні установки, в яких електрична енергія перетворюється в теплову на постійному струмі, змінному струмі зниженої, підвищено-середньої або високої частоти, мають містити перетворювальні агрегати, що приєднуються до живильних електричних мереж зaгальноrо призначення безпосередньо або через самостійні пічні (силові, перетворювальні) трансформатори.
Пічними (силовими) трансформаторами або автотрансформаторами мають бути обладнані також електротермічні установки промислової частоти з дуговими печами (пристроями) прямої, непрямої та комбінованої дії (незалежно від їх напруги і потужності) та установки з печами (пристроями) індукційними і опору прямої та непрямої дії, що працюють на напрузі, яка відрізняється від напруги електричної мережі загального призначення, або за одиничної потужності печей (пристроїв) індукційних і опору: однофазних 400 кВт і більше, трифазних 1,6 МВт і більше.
Перетворювачі та пічні (перетворювальні) трансформатори (автотрансформатори) мають забезпечувати вторинну напругу відповідно до вимог технологічного процесу, а первинна напруга електротермічної установки має вибиратися з урахуванням техніко-економічної доцільності.
Пічні трансформатори (автотрансформатори) і перетворювачі, як правило, треба забезпечувати пристроями для регулювання напруги відповідно до вимог технологічноrо процесу. Трансформатори (автотрансформатори) з перемикачами ступенів без навантаження повинні мати блокування, що забороняє виконувати перемикання без зняття напруги.
Електричне навантаження приєднуваних до електричної мережі загального призначення декількох однофазних електроприймачів електротермічних установок слід по можливості рівномірно розподіляти між фазами мережі. У всіх можливих експлуатаційних режимах роботи таких електроприймачів несиметрія напруги, що викликається їх навантаженням, не має перевищувати значень, допустимих чинним стандартом.
У випадках, коли такої умови не дотримуються і при цьому недоцільно (за техніко-економічними показниками) приєднувати однофазні електроприймачі до потужнішої електричної мережі (так би мовити, до точки мережі з більшою потужністю КЗ), слід забезпечувати електротермічну установку симетруючим пристроєм чи параметричним джерелом струму або встановлювати комутаційні апарати, за допомогою яких можливий перерозподіл навантаження однофазних електроприймачів між фазами трифазної мережі (за нечастого виникнення
несиметрії в процесі роботи).
Електричне навантаження електротермічних установок не має викликати в електричних мережах загального призначення несинусоїдальності форми кривої напруги, за якої не дотримується вимога чинного стандарту. За необхідності слід забезпечувати пічні підстанції електротермічних установок або цехові (заводські) підстанції, що їх живлять, фільтрокомпенсаційними пристроями чи вживати інших заходів, що зменшують викривлення форми кривої напруги електричної мережі.

### Компенсація реактивної потужності
Коефіцієнт потужності електротермічних установок, що приєднуються до електричних мереж загального призначення, має бути не нижчим ніж 0,98, якщо енергозабезпечувальною організацією не встановлено іншого нормативу. Електротермічні установки з одиничною потужністю 400 кВт і більше, природний коефіцієнт потужності яких нижчий від нормованого значення, як правило, повинні мати індивідуальні компенсаційні пристрої. Електротермічні установки не рекомендовано забезпечувати індивідуальними компенсаційними пристроями, якщо техніко-економічними розрахунками виявлено очевидні переваги групової компенсації, а також за надлишку реактивної потужності на підприємстві (у цеху).
Для тих електротермічних установок, що приєднуються до електричних мереж загального призначення, для яких як компенсаційний пристрій використовують конденсаторні батареї, схему вимкнення конденсаторів слід обирати на основі даних техніко-економічних розрахунків, характеру зміни індуктивного навантаження установки та форми кривої напруги (що визначається складом вищих гармонік).
В установках з частими і великими (за амплітудою) змінами індуктивноro навантаження конденсатори слід вмикати паралельно з електротермічними електроприймачами, наприклад з пічними трансформаторами (пристрої поперечної компенсації).
Рекомендовано передбачати регулювання ємності конденсаторних батарей.
В обґрунтованих випадках для зменшення коливань напруги, що викликається змінами індуктивного навантаження, рекомендовано передбачати пристрої статичної та динамічної компенсації реактивної потужності (ПДК) з використанням методів компенсації: прямого (зі ступеневим вимкненням конденсаторів) або непрямого (з плавним регулюванням результуючої індуктивності реактора чи спеціального трансформатора з великою напруrою К3), причому в усіх випадках зі швидкодійними системами керування.
В установках з повільними змінами індуктивного навантаження допускається як паралельно, так і послідовно з'єднувати (пристрої поздовжньої компенсації ППК) конденсатори як з постійною, так і з регульованою ємністю конденсаторних батарей і електротермічних електроприймачів.

### Захист
Первинне коло кожної електротермічної установки має містити такі комутаційні і захисні апарати залежно від напруги живильної електромережі промислової частоти:
- до 1 кВ вимикач (рубильник з дугогасними контактами, пакетний вимикач) на вводі і запобіжники або блок вимикач-запобіжник чи автоматичний вимикач з електромагнітними і тепловими розчіплювачами;
- понад 1 кВ роз'єднувач (віддільник, роз'ємне контактне з'єднання КРП) на вводі і вимикач оперативно-захисного призначення або роз'єднувач (віддільник, роз'ємне контактне з'єднання КРП) і два вимикачі оперативний і захисний.

Для увімкнення електротермічного пристрою потужністю, меншою 1 кВт, в електричну мережу до 1 кВ допускається використовувати на вводі вставні роз'ємні контактні з'єднання, що приєднуються до лінії (мarістральної або радіальної), захист якої встановлено в силовому (освітлювальному) пункті або щитку.
У первинних колах електротермічних установок до 1 кВ допускається як ввідні комутаційні апарати використовувати рубильники без дугогасних контактів за умови, що комутація ними виконується без навантаження.
Вимикачі понад 1 кВ оперативно-захисного призначення в електротермічних установках мають виконувати операції увімкнення і вимкнення електротермічного устаткування (печей або пристроїв), зумовлені експлуатаційними особливостями його роботи, і захист від К3 та ненормальних режимів роботи.
Оперативні вимикачі понад 1 кВ електротермічних установок мають виконувати оперативні та частину захисних (наприклад, у разі спрацювання газового захисту) функцій, в обсязі яких визначається під час коректного проектування, але на них не має покладатися захист від К3 (крім експлуатаційних), який мають здійснювати захисні вимикачі.
Оперативно-захисні й оперативні вимикачі вище 1 кВ дозволено встановлювати як на пічних підстанціях, так і в цехових (заводських тощо) РУ.
Допускається встановлювати один або два (що приєднуються паралельно і працюють окремо) захисні вимикачі для захисту групи електротермічних установок.
Вимикачі вище 1 кВ, що використовуються в електротермічних установках, мають відповідати вимогам ПУЕ. При цьому в електричних колах із кількістю комутаційних операцій у середньому п'ять і більше циклів увімкнення-вимкнення на добу треба застосовувати спеціальні вимикачі, що мають підвищену
механічну і електричну зносостійкість та відповідають вимогам чинних стандартів і технічних умов.